# 부르고뉴어
부르고뉴어는 프랑스 부르고뉴 지방에서 사용되는 오일어의 한 종류이다.
1. ↑  Le bourguignon-morvandiau, languesdoil.org (온라인)